# Картоплярство в Україні
Картоплярство в Україні — галузь національного рослинництва, виробництво картоплі в Україні.
У світі вирощують понад 300 млн т картоплі. Середня її врожайність — близько 100 ц/га. Для порівняння — лідери за цим показником (США, Нова Зеландія, європейські країни) збирають у середньому по 400 ц/га. Україна теж є одним із світових лідерів виробництва. Станом на 1 листопада 2011 року всіма категоріями господарств було зібрано 24,05 млн т, що на 22 % більше за відповідний період минулого року. Середня урожайність становить 152 ц/га.
Україна концентрує понад 6 % світового (15 % європейського) врожаю картоплі, посідаючи четверте місце у світі.

## Виробництво
Виробництво картоплі в Україні стабільно протягом кількох останніх років і коливається в межах 18-20 мільйонів тонн.

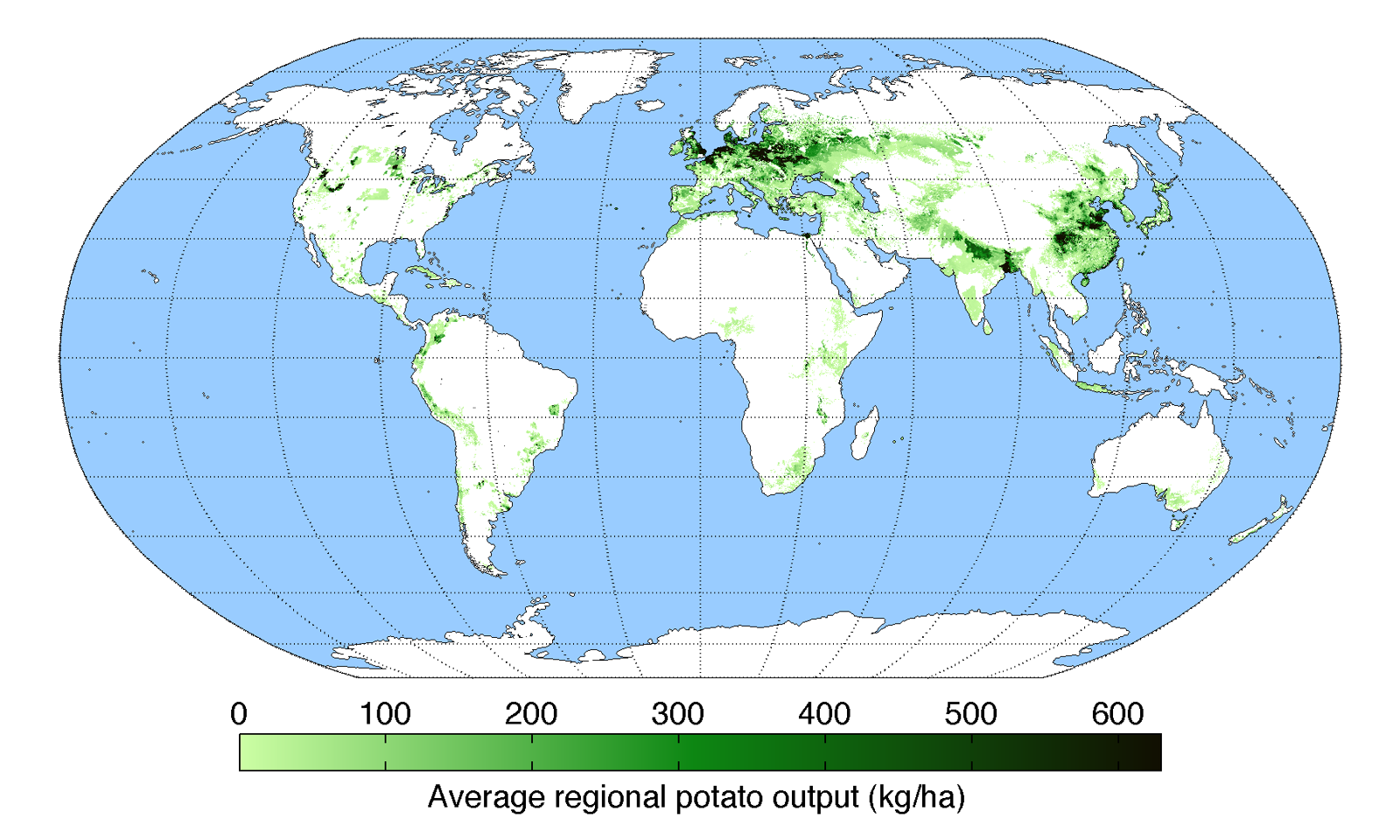
Райони картоплярства у світі

Виробництво картоплі в Україні у 2010 році.

Сприятливі природнокліматичні умови України дозволяють вирощувати картоплю практично на всій території України. Однак найбільш сприйтливі умови і найвища урожайність картопляних ланів на чорноземних ґрунтах лісостепової зони.
Найвищої врожайності вдається досягти на низинних ділянках Полісся на півночі та заході країни. Найбільші врожаї у 2010 році отримані у Вінницькій, Київській та Львівській областях.
Основне виробництво зосереджено в домогосподарствах населення. У 2010 частка виробленої картоплі в сільськогосподарських підприємствах та фермерських господарствах сягала лише 2,6 % від загального обсягу продукції. Внаслідок відсутності великотоварних виробників, неможливо централізовано збільшити урожайність. Картопля майже не експортується (7 тис. т у 2010 році), навіть навпаки в силу неналагодженої логістики просування продукції від дрібнотоварного виробника до різного рівня споживачів на ринку, Україна попри високі урожаї, в попередні роки навіть імпортувала картоплю. При цьому втрати при збиранні та зберіганні становлять 10-20 %.
Структура використання картоплі у 2010 році:
- 31 % — Продовольче споживання
- 29 % — Витрати на корм
- 26 % — Витрати на посадку
- 8 % — Втрати
- 6 % — Нехарчова переробка. (В основному виробництво крохмалю і продукції з нього)

У 2011 році Україна отримає рекордний урожай картоплі. Урожай складе близько 25 млн т. Попри це зростання виробництва вплинуло на збільшення пропозиції внутрішнього ринку та зниження цін на продукцію. В основних регіонах виробництва картоплі трейдери купували продукцію вирощену в господарствах населення за цінами від 0,70 до 0,90 грн./кг.
Оптові ціни реалізації картоплі професійними виробниками в результаті надлишку пропозицій впали в західних регіонах країни до 1,2-1,4 грн./кг. Собівартість промислового вирощування пізніх сортів картоплі становитиме, за підсумками поточного року, 1,5-2,0 грн./кг її продаж на початку сезону обернеться збитками для виробника. Відтак, можна прогнозувати зменшення посівних площ у 2012 році.
Попри негаразди ринок зростає, збільшується врожайність і частка професійних господарств. Також відзначається тенденція зростання конкуренції та зростання обсягів імпорту насіннєвої картоплі з Голландії та Німеччини.
У сусідніх Білорусі та Польщі наразі можна купити картоплю в 2 -2,5 раза дешевше, і не дивно, що така істотна різниця в цінах провокує імпорт. І він, за даними експертів, продовжує збільшуватися щодня, адже заробіток для трейдера виходить дуже непоганим.

## Споживання
Україна знаходиться четвертому місці у світі за споживанням картоплі на душу населення, цей показник у нашій країні становить 133 кг при нормі 123 кг.
Споживання картоплі в регіонах України значно відрізняється. За даними Держкомстату України, високе споживання картоплі на одного жителя в рік спостерігалося в Сумській області.
У 2010 році середньостатистичний житель Сумщини споживав понад 191 кг картоплі. Картопля також є важливою частиною щоденної дієти в Івано-Франківській, Рівненській, Вінницькій, Хмельницькій та Тернопільській областях.
Менше за інших споживають картоплі жителі Запорізької, Миколаївської, Дніпропетровської областей та Автономної республіки Крим. У цих регіонах щорічно на кожного жителя припадає від 91 до 96 кг спожитої бульби.